# Alessandro Gottifredi
 (février 2024).
Alessandro Gottifredi, né le 3 mai 1595 à Rome et mort le 12 mars 1652 dans la même ville, est un prêtre jésuite italien. Il fut élu neuvième Supérieur général de la Compagnie de Jésus le 21 janvier 1652, et mourut deux mois plus tard, avant même la fin de la Congrégation générale qui l’avait élu.

## Biographie
Né de famille aristocratique romaine, Gottifredi doit au soutien de son parrain de baptême, Camille Borghese - alors pape Paul V - de pouvoir entrer à l’âge de 14 ans au noviciat des jésuites (en 1609). Il suit le cours traditionnel de formation jésuite avant d’être ordonné prêtre en 1624. Il enseigne la philosophie (1627-1634) et plus tard la théologie (1642-1644) au Collège Romain (plus tard appelé Université grégorienne). Entre 1634 et 1642 il est recteur du séminaire romain.
En 1644 Vincent Caraffa l’appelle comme secrétaire général de la Compagnie de Jésus. Deux ans plus tard il est envoyé comme visiteur canonique de la province de Naples. À son retour à Rome, en 1651 il est nommé provincial de la province romaine.

## XeCongrégation générale
Comme provincial de Rome il est délégué à la congrégation générale convoquée par Goswin Nickel (vicaire général) pour élire un successeur à Francesco Piccolomini, décédé le 17 juin 1651. La congrégation commence ses travaux le 7 janvier 1652. Au second tour de scrutin, le 21 janvier, Gottifredi, qui a 56 ans, est élu Supérieur général.
Le 5 mars Gottifredi, tombe malade et meurt 7 jours plus tard (12 mars 1652). La congrégation est toujours en session et procède quelques jours plus tard à une nouvelle élection. Goswin Nickel est élu successeur de Gottifredi (17 mars 1652).
La Xe congrégation générale reste la seule à avoir élu deux supérieurs généraux.